# Chalinidae
Chalinidae é uma família de esponjas marinhas da ordem Haplosclerida.

## Gêneros
- Chalinula Schmidt, 1868
- Cladocroce Topsent, 1892
- Dendrectilla Pulitzer-Finali, 1983
- Dendroxea Griessinger, 1971
- Haliclona Grant, 1836